# Hurijščina
Hurijščina ali hurítščina je izumrli huro-urartski jezik. Govorili so ga Huriti (Hurijci), ki so se okoli leta 2300 pr. n. št. priselili v severno Mezopotamijo in do leta 1000 pr. n. št. večinoma izginili. Bila je jezik kraljestva Mitani in jezik, ki so ga vsaj na začetku govorili v huritskih naseljih v današnji Siriji. Na splošno velja, da so govorci tega jezika izvirali iz armenskega visokogorja in se na začetku 2. tisočletja pr. n. št. razširili po jugovzhodni Anatoliji in severni Mezopotamiji.

## Klasifikacija
Hurijščina je tesno sorodna z urartščino, ki se je govorila v starodavnem kraljestvu Urartu. Jezika tvorita huro-urartsko družino jezikov. Zunanje povezave huro-urartskih jezikov so predmet razprav. Obstaja več domnev o genetski sorodnosti z  drugimi družinami jezikov, na primer s severnokavkaškimi, indoevropskimi in kartvelskimi  jeziki (jeziki v Gruziji). Nekaj špekulacij hurijščino povezuje tudi s sino-kavkaškimi jeziki. Nobena od teh domnev ni soglasno sprejeta.

## Zgodovina
Najstarejši znani odlomek besedila v huritskem jeziku vsebuje seznam oseb in krajev. Datiran je v 3. tisočletje pr. n. št. Prvo popolno besedilo je iz obdobja vladavine kralja Tiš-atala Urkeškega na začetku 2. tisočletja pr. n. št. Napisano je na kamniti tablici, priloženi huritskim ustanovitvenim klinom, znanim kot "Urkiški levi".
Arheologi so v Hatuši, Mariju, Tutulu, Babilonu, Ugaritu in drugod odkrili številna besedila z uroki, nagovori, prerokbami in pismi. Zgodnje preučevanje jezika je v celoti temeljilo na Mitanskem pismu, ki so ga odkrili leta 1887 v Amarni v Egiptu. Napisal ga je mitanski kralj Tušratta faraonu Amenhotepu III. Sorodnost hurijščine in urartščine sta že leta 1890 prepoznala Sayce (ZA 5, 1890, 260–274) in Jensen (ZA 6, 1891, 34–72). 
V 13. stoletju pr. n. št. je invazija Hetitov z zahoda in Asircev z juga uničila Mitansko kraljestvo in ga razdelila med napadalca. V naslednjih stoletjih so napadi ljudstev z morja hitro uničili še zadnje sledove huritskega jezika. Približno takrat sta izginila tudi hetitski in ugaritski jezik. To obdobje je znano kot propad bronaste dobe. V besedilih v obeh jezikih, pa tudi v urartščini in akadščini, je veliko huritskih osebnih in krajevnih imen.
Ponovno zanimanje za hurijščino so vzbudila besedila, odkrita v Boğazköyju in Ugaritu v tridesetih letih 20. stoletja. Speiser je leta 1941 objavil prvo obsežno huritsko slovnico. Nuzijski korpus iz arhiva Silva-tesupa je od osemdesetih let urejal G. Wilhelm. Od poznih osemdesetih let je bil dosežen pomemben napredek zaradi odkritja huritsko-hetitskih dvojezičnih besedil, ki jih je uredil E. Neu.